# Фламандски диалекти
Вижте пояснителната страница за други значения на Фламандски.
Фламандски (Vlaams), за разлика от стандартния нидерландски, се наричат южните диалекти на нидерландския (западнофламандски, източнофламандски, брабантски, лимбургски), говорени в Белгия и съседните части на Холандия и Франция.
Фламандският език се отличава с малко по-различен изговор на някои звуци, той звучи по-меко и по-малко гърлено от холандския. Във фламандския някои думи са с по-различно значение от тези в литературния нидерландски, а други са характерни само за него и липсват в официалния речник.
Кралство Белгия е разделено официално от езикова граница на две области. На север от езиковата граница се намира областта Фландрия, където основната част от населението говори фламандски. На юг се намира областта Валония – в нея се говори френски.
Интересна е борбата между фламандския и френския език на територията на кралство Белгия. След създаването на държавата Белгия официален език е само френския, макар че преобладаващата част от населението е фламандскоговорещо. Сред по-издигнатите и богати слоеве от фламандското население се говори само на френски, като се пренебрегва майчиния език. По-привилегированото положение на френския се дължи до голяма степен на по-силното икономическо развитие на областта Валония, основано на въгледобивната промишленост.
От началото на 20 век, с изчерпването на находищата на въглища и западането на въгледобива във Валония и същевременно с икономическия подем във Фландрия (развитието на Антверпен като важен транспортен възел и др.), фламандският език заема своето подобаващо място и извоюва статута си на втори официален език в Белгия. Борбата за надмощие между двата езика довежда до развитието на силни сепаратистки движения, целящи отделянето на Валония и Фландрия в две самостоятелни държави. През 1958 г. Белгия започва промяна на конституционната си рамка, като създава 3 отделни общности, разделени по езиков критерий (нидерландски, френски и немски език), и 3 географски региона. От 1980 г. Кралство Белгия става федерална държава с широки правомощия на регионалните парламенти.